# Dichocera orientalis
Dichocera orientalis är en tvåvingeart som beskrevs av Daniel William Coquillett 1897. Dichocera orientalis ingår i släktet Dichocera och familjen parasitflugor. Inga underarter finns listade i Catalogue of Life.